# (5253) Fredclifford
(5253) Fredclifford – planetoida przecinająca orbitę Marsa.

## Odkrycie i nazwa
Odkrył ją Stephen C. Singer-Brewster 15 grudnia 1985 roku w obserwatorium Palomar. Nazwa planetoidy pochodzi od Freda Clifforda (ur. 1924, zm. 1980) – amerykańskiego żeglarza. Przed nadaniem nazwy planetoida nosiła oznaczenie tymczasowe 1985 XB.

## Orbita
(5253) Fredclifford obiega Słońce w średniej odległości 1,97 j.a. w czasie 2 lat i 281 dni.